# Herb Stąporkowa
Herb Stąporkowa – jeden z symboli miasta Stąporków i gminy Stąporków w postaci herbu. Herb używany jest od 1967, czyli od czasu uzyskania praw miejskich przez Stąporków.

## Wygląd i symbolika
Herb Blazonowanie|przedstawia na tarczy podzielonej na dwie części: z heraldycznie prawej strony na białym tle widnieją czarne symbole obiektów przemysłowych. Z lewej strony na niebieskim tle widnieje złoty monogram „S”.
Litera „S” nawiązuje do nazwy miasta. 